# 영사재판권
영사재판권(領事裁判權)이란, 특별한 국제조약에 의해 영사가 주재국에서 자국민에게 관계된 소송을 자기 나라 법률에 의해 재판하는 권리를 말한다.
선진국이 후진국내에 조약에 의하여 자국의 영사에서 자국인을 피고로 하는 사건을 재판하게 하는 것이다. 이것은 후진국의 법률제도가 불완전하기 때문에 선진국 국민의 생명·재산을 그곳의 재판에 맡기는 것은 위험하다는 사상에서 유래되고 있다. 그러나 영사재판제도의 존재는 그 국가의 주권의 제한일뿐만 아니라 그 국가가 비문명국가이라는 상징이 되어 이 제도가 있었던 터키·중국·페르시아 등에서 제1차대전 후에 철폐운동이 일어났다.

## 개요
외국인은 원칙적으로 그 소재국의 법과 재판권에 복종하지만, 예외적으로 영사재판권은 치외법권의 하나로서, 자국민의 이해관계를 가지는 사건에 행사하는 재판권이다. 보통 불평등조약으로 이 영사재판권의 내용이 규정되며, 한때 근대적인 법률을 갖춘 일본 및 유럽 각국이 아시아, 아프리카의 전근대적인 법률을 가진 국가에 대해 강요했으나 제2차 세계대전 후에는 거의 자취를 감추었다.

## 같이 보기
- 불평등조약
- 치외법권
- 조계

## 참고 문헌
- 《한국근현대사사전》,가람기획,2005년

1. ↑  《글로벌 세계대백과사전》,  〈영사재판〉